# Géo Lefèvre
Pour les articles homonymes, voir Lefèvre.
Géo Lefèvre, de son vrai nom Georges Louis Lefèvre, né le 12 février 1877 à Paris et mort le 27 juillet 1961 à Sompuis (Marne), est un journaliste sportif français. Il est notamment célèbre pour avoir proposé l'idée du Tour de France, fin 1902, à Henri Desgrange, directeur du journal L'Auto.

## Biographie
Georges Louis Lefèvre est né à Paris le 12 février 1877. Il prend le nom de Géo Lefèvre lors de la signature de son premier article, nom qu'il gardera à vie.
À la mort de son père en 1890, il obtient une bourse de pensionnaire. Il entre au lycée Marceau à Chartres. Se destinant à l'enseignement des lettres, aux côtés d'un professeur d'anglais, Gaston Sevrette, passionné de sport et rédacteur occasionnel pour des journaux sportifs, il prend goût à la pratique sportive : « Le jeudi et le dimanche, il nous initiait au rugby sur la pelouse en pente du clos Pichot et nous faisait disputer des courses sur l'allée circulaire de ce petit parc. Chaque année, il organisait à Chartres une réunion interclubs dite Réunion des Grands Prix. » Géo Lefèvre conservera toute sa vie l'amour du rugby et fut chargé plus tard, en tant que journaliste sportif, de représenter son journal dans les grandes compétitions de l'époque.
Géo Lefèvre travaille d'abord pour Le Vélo, premier quotidien sportif français fondé en 1892, avant de rejoindre L'Auto, l'ancêtre de L'Équipe, en devenant en janvier 1901 le chef de la rubrique cyclisme. Le 20 novembre 1902, il suggère à Henri Desgrange, lors d'un déjeuner à la brasserie parisienne « Le Zimmer », l'idée d'une course qui ferait le tour complet du pays en plusieurs étapes. « C'est l'expression que j'ai employée en premier et qui m'a traversé l'esprit, ce matin-là, ce fut une sorte de réflexe pour dire quelque chose. » L'idée du Tour de France à bicyclette est née d'une réflexion pour lancer la nouvelle rubrique deux roues du quotidien sportif parisien L'Auto. Henri Desgrange, trouvant l'idée folle et le projet « assassin » pour les coureurs de l'époque, obtient, grâce à Victor Goddet, fondateur du quotidien L'Auto et père de Jacques Goddet, une aide financière pour son premier Tour de France.
Lors de la première édition du Tour en 1903, Géo Lefèvre, âgé de 26 ans, cumule les fonctions de journaliste pour L'Auto avec celles de directeur de course, juge au départ, contrôleur, chronométreur et juge à l'arrivée. Il ne suit toutefois pas les étapes par la route, préférant relier les villes-étapes par le train. En raison d'un retard, il manque l'arrivée des premiers cyclistes à Lyon. Le 19 juillet, le premier Tour de France se termine à Paris.
Il continue d'organiser des événements sportifs en Russie, comme des courses de biplans, des courses de troïkas ou encore le premier salon de l'automobile à Moscou. En Sicile, il participe à l'organisation des premières Targa Florio.
En 1922, il est le promoteur avec Édouard Coquille et Charles Faroux des 24 heures du Mans.
Sa conduite au cours de la Première Guerre mondiale lui vaut la Croix de Guerre. Ensuite nommé officier de la Légion d'honneur, il meurt le 28 juillet 1961 à Sompuis, dans la Marne. Il est avec son épouse Suzanne, née Tantet[incompréhensible].